# Pipargo-gigante
Pigargo-gigante ou Águia-do-mar-de-steller (Haliaeetus pelagicus) é uma ave de rapina da familia Acciptridae. Apresenta duas sub-espécies Haliaeetus pelagicus pelagicus e Haliaeetus pelagicus niger.
Por causa de pesca exagerada e poluição da água por causa do despejo industrial, a IUCN classifica a águia do mar de steller como sendo da categoria Vulnerável na lista vermelha de espécies.

## Caracterização
Mede entre 87 e 105 cm de comprimento, com envergadura de até 2,4 metros, e chega a pesar 9 kg quando adulto. Alimenta-se principalmente de peixes, especialmente salmão e truta. Eventualmente come outras aves, mamíferos e carniça.
Constrói seu ninho no alto de árvores ou sobre rochas. Após o cortejo, que ocorre normalmente entre fevereiro e março, a fêmea coloca ovos branco-esverdeados, dos quais apenas um filhote sobrevive. O período de incubação dura entre 40 e 45 dias, com o filhote aprendendo a voar após 10 semanas de vida. Atingem a maturidade sexual com 4 ou 5 anos de idade.
Encontrado na península da Coreia, Japão, norte da China e regiões costeiras do leste da Rússia. Sua população é estimada em 5000 indivíduos. As principais ameaças para esta espécie são a alteração de seu habitat, poluição e sobrepesca.

## Galeria

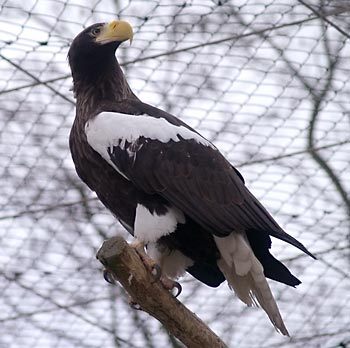
Adulto
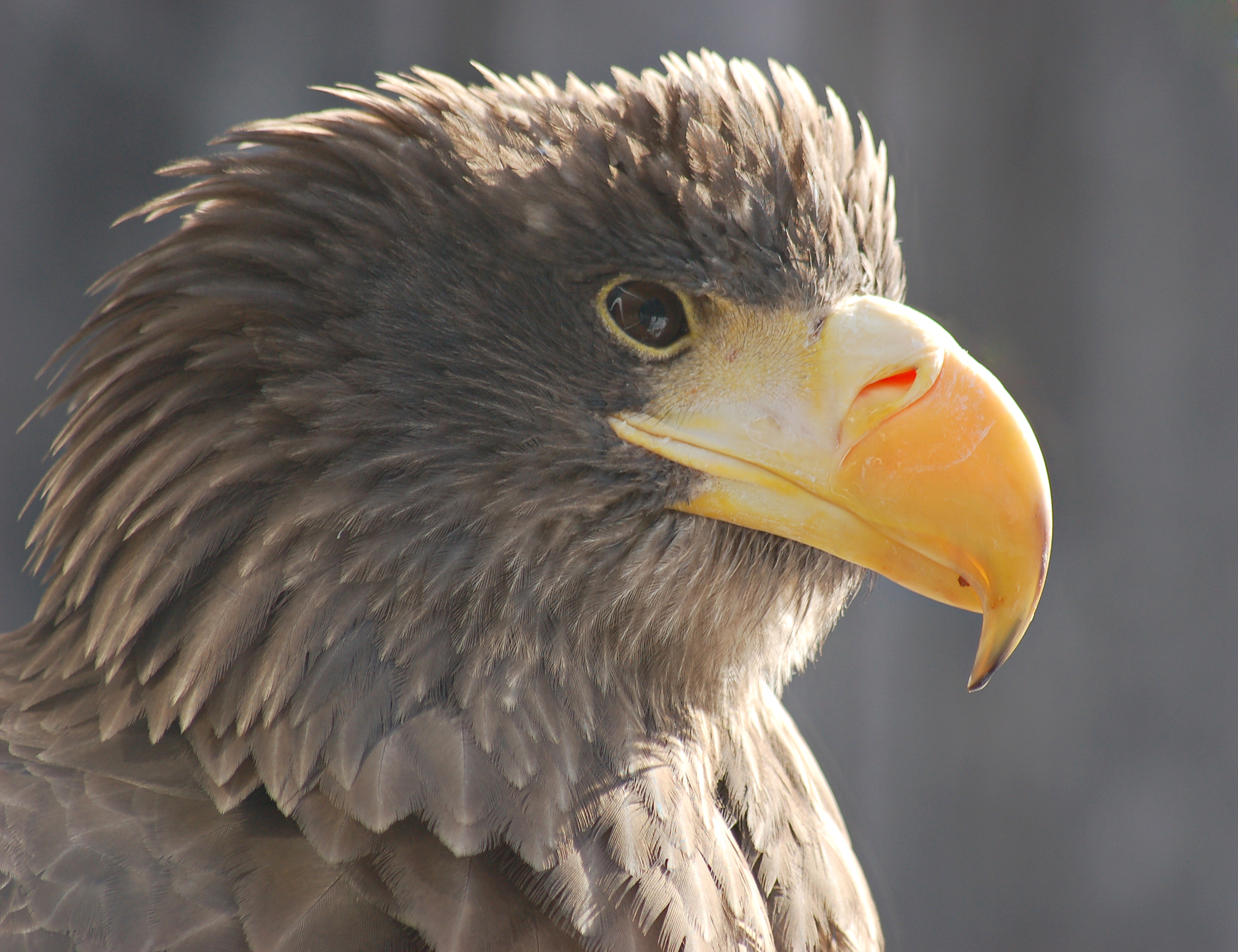
Cabeça de um imaturo
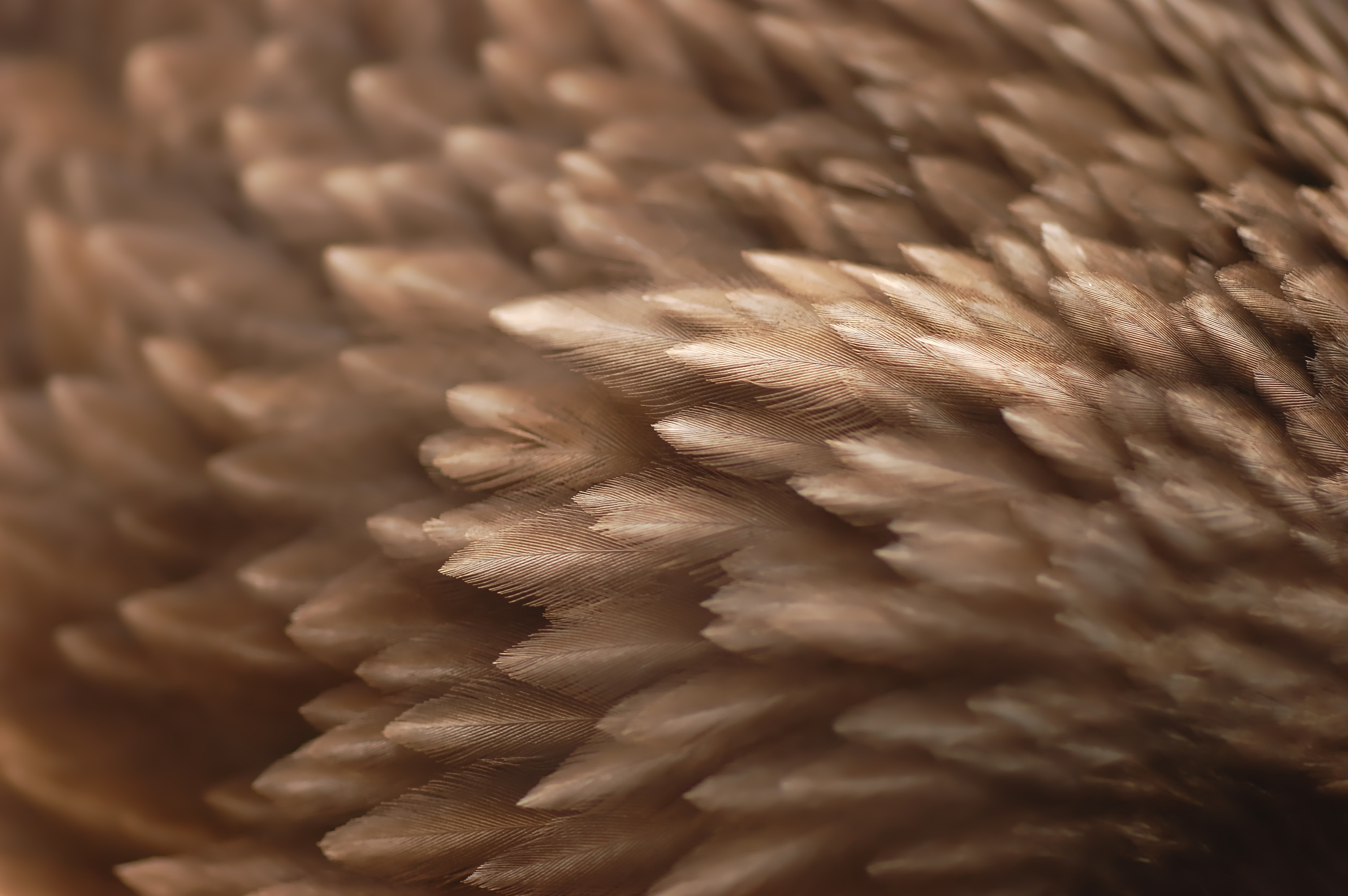
Penas da cabeça de um indivíduo imaturo